# Movimento eremitico sul Monteluco
Il movimento eremitico sul Monteluco, ha inizio intorno all'anno 528, quando un monaco anacoreta, Isacco in fuga dalla Siria, arriva a Spoleto al tempo in cui l'Italia era dominata dai Goti. Si ritira in solitudine e preghiera sulle pendici del Monteluco ricche di grotte e anfratti; in breve numerosi altri penitenti ispirati dal suo esempio lo seguono in quei luoghi naturali sparsi per la montagna, che si trasforma in uno sterminato monastero. Si sviluppa così una forma di vita abbastanza frequente in oriente, ma raramente adottata in occidente, e mai con la continuità di circa un millennio e mezzo come avvenuto sul Monteluco. 

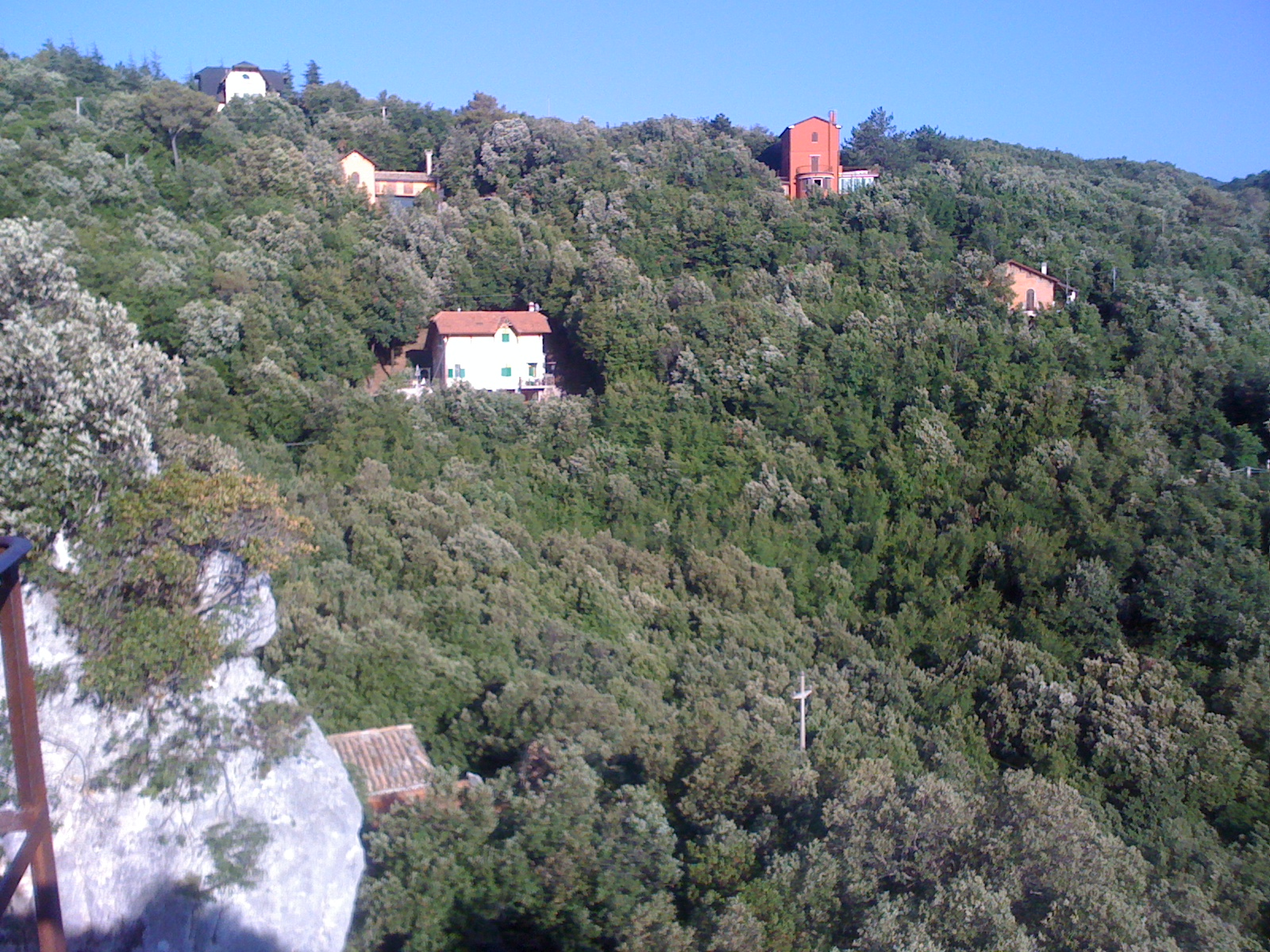
Monteluco. Villini, ex eremi

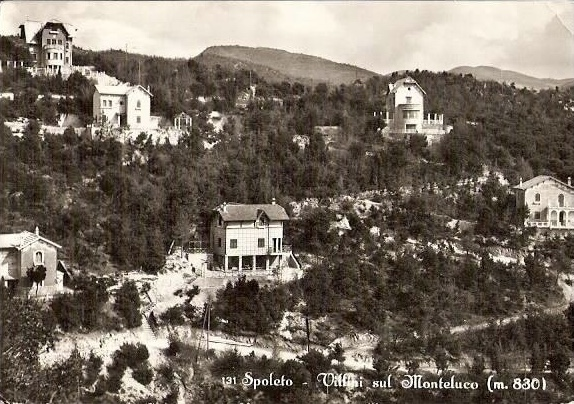
Monteluco. Villini, ex eremi anni '50/'60

## La storia
Informazioni sulle origini del movimento sono contenute ne I dialoghi di papa Gregorio Magno e in tre Leggendari d'origine monastica del XII e XIII secolo.
Il papa viene a conoscenza della storia di Isaac direttamente dai racconti di due religiosi che lo avevano conosciuto di persona: la vergine spoletina Gregoria e l'amico abate Eleuterio; anche se non cita mai Monteluco nel suo scritto, una solida e concorde tradizione induce a ritenere che sia proprio questo il luogo scelto da Isacco per condurre vita da anacoreta.

### Le origini
Probabilmente in fuga dalla persecuzione dell'imperatore Anastasio I Dicoro, il monaco arriva a Spoleto e, secondo la tradizione, si reca a pregare nella chiesa di San Pietro, a quel tempo cattedrale di Spoleto. Vi rimane in mistica solitudine per tre giorni consecutivi; il sagrestano, indispettito e sospettoso per la lunga permanenza dell'ignoto pellegrino, lo scaccia in malo modo; subito dopo viene colto da pazzia; ritorna in sé solo grazie all'intervento di Isacco che lo libera dallo spirito maligno.
La notizia di tale prodigio si diffonde fra i cittadini che si adoperano in ogni modo per offrire al monaco doni e ospitalità, ma lui, rifiutando ogni possesso, si allontana dalla città in cerca di un luogo naturale di isolamento e di preghiera, dove costruire un "umile abitacolo". 
La sua fama di "uomo di santa vita" attira molti altri penitenti, sia spoletini sia suoi connazionali, che occupano celle e grotte naturali sparse per la montagna.
Non è chiaro il passaggio di Isacco da monaco anacoreta a monaco cenobita; Gregorio Magno si limita a definire il "modesto abitacolo" di Isaac la cellula iniziale dell'abbazia di San Giuliano.

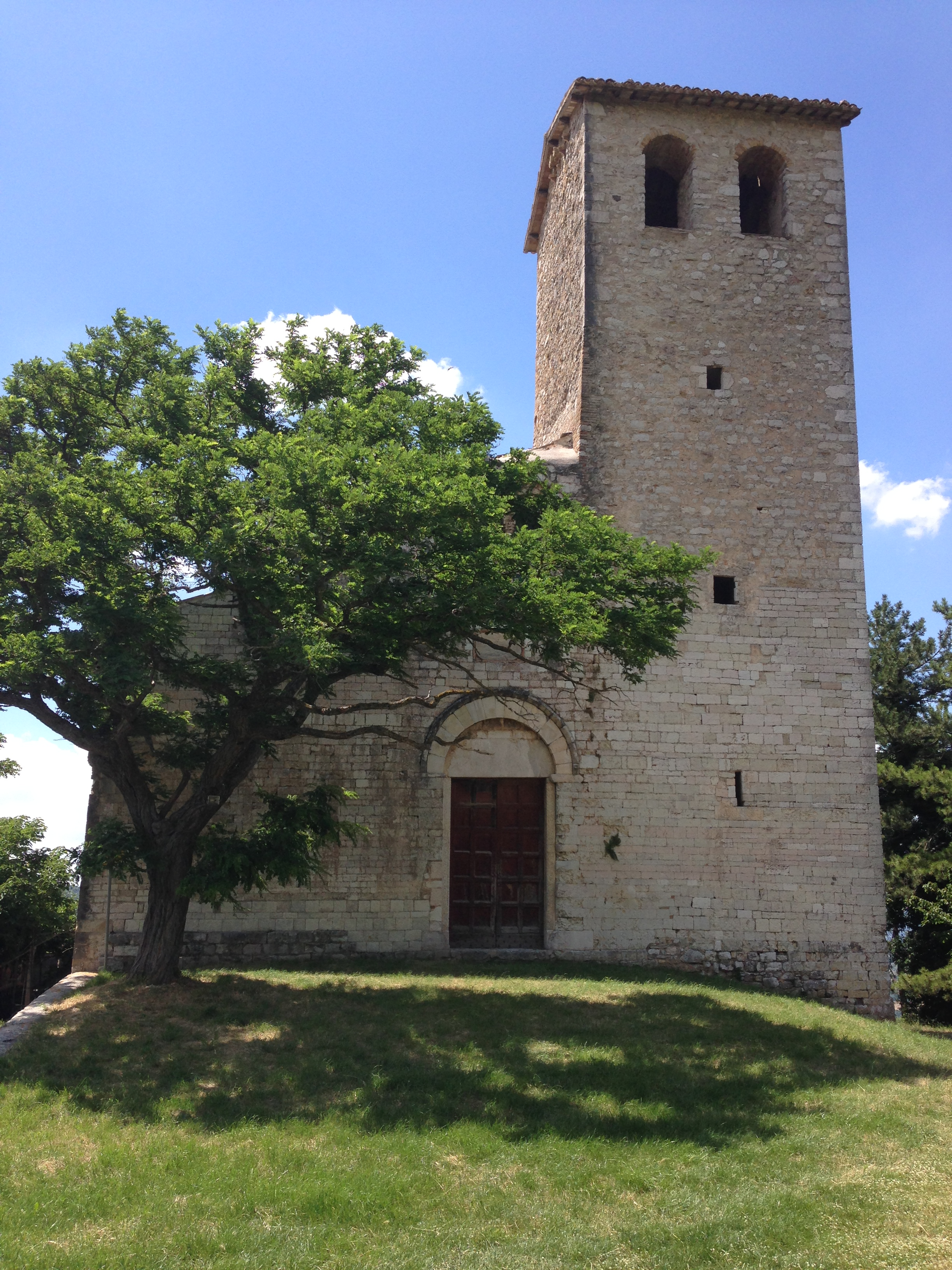
Abbazia di San Giuliano

È possibile che, dopo un periodo di eremitismo, Isacco abbia accettato in dono un terreno da parte di Gregoria, una vergine da lui stesso investita dell'abito monastico contro il volere della famiglia. Decide di fondarvi un monastero e una piccola chiesetta dedicata a san Giuliano, che siano di riferimento per la colonia eremitica.
Questo cambiamento probabilmente suggerisce al monaco di adottare una spiritualità e una struttura monastica più confacenti al carattere occidentale. L'istituzione procede ispirandosi alle tradizioni anacoretiche della Siria: liberi anacoreti si raccolgono intorno a Isaac, maestro spirituale saggio ed esperto, e praticano l'isolamento, l'austerità, il lavoro manuale e la preghiera, tutto in mancanza di una regola vera e propria. Oltre al lavoro o a rendite personali, altro mezzo di sostentamento sono le offerte libere di benefattori. L'accesso al monte è proibito alle donne.

### Nel medioevo
L'abbazia quindi è già strutturata in cenobio mentre è ancora in vita Isaac che, morendo intorno all'anno 552, viene qui sepolto; le sue spoglie vi rimarranno per circa mille anni. I successori (Marziale, Gino, Egidio) adottano la regola benedettina; la stessa abbazia passerà poi dai benedettini ai cassinesi e quindi ai cluniacensi, rimanendo punto di riferimento per gli eremiti.
Nei secoli successivi nulla si sa delle vicende degli eremi dislocati per il monte.
Nei secoli VIII e IX, nei pressi dell'arco di Druso, a Isacco e Marziale viene dedicato un oratorio, poi trasformato nei secoli XI e XII in cripta, tuttora situata sotto la chiesa di Sant'Ansano.
Per avere altre notizie sull'abbazia e sugli eremi occorre arrivare al secolo XII: fonti manoscritte documentano privilegi di protezione nei loro confronti ad opera di Alessandro III, di Urbano III, di Celestino III, di Innocenzo III. Annessi ai primitivi eremi, vengono costruiti poveri abitacoli e chiesette votive. Il monastero viene ingrandito per ospitare sacerdoti e laici desiderosi di dedicarsi a vita contemplativa; si costruisce la nuova chiesa romanica di San Giuliano, tuttora esistente. All'interno alcuni affreschi dipinti dal Maestro di Eggi nel 1442 rendono visivamente i santi legati alla tradizione eremitica: la beata Gregoria, sant'Isacco, san Mauro, san Benedetto, san Placido, san Giuliano, santa Scolastica, san Gilio, sant'Antimo, san Marziale, san Bettono, san Sticchilino.
Anche i francescani trovano sul monte il luogo ideale per fondarvi una loro comunità. Secondo la tradizione Francesco di Bernardone, di passaggio a Monteluco nel 1218, ottiene in dono dai benedettini di San Giuliano una piccola cappella dedicata a santa Caterina d'Alessandria; intorno vi costruisce alcune piccole e povere cellette e le abita spesso con i suoi seguaci; fabbricate con rami di lecci, vimini, fango e calcina, costituiscono il primo nucleo del futuro eremo francescano, meglio conosciuto come santuario di San Francesco.
I momenti difficili attraversati dal monastero di San Giuliano nei primi anni del 1300 non travolgono il movimento eremitico, rimasto sempre relativamente autonomo. Anzi il suo prestigio spirituale aumenta: nel 1378 tre eremiti vengono convocati a Roma da Urbano VI su consiglio di santa Caterina da Siena, con il compito di riformare i costumi della città.

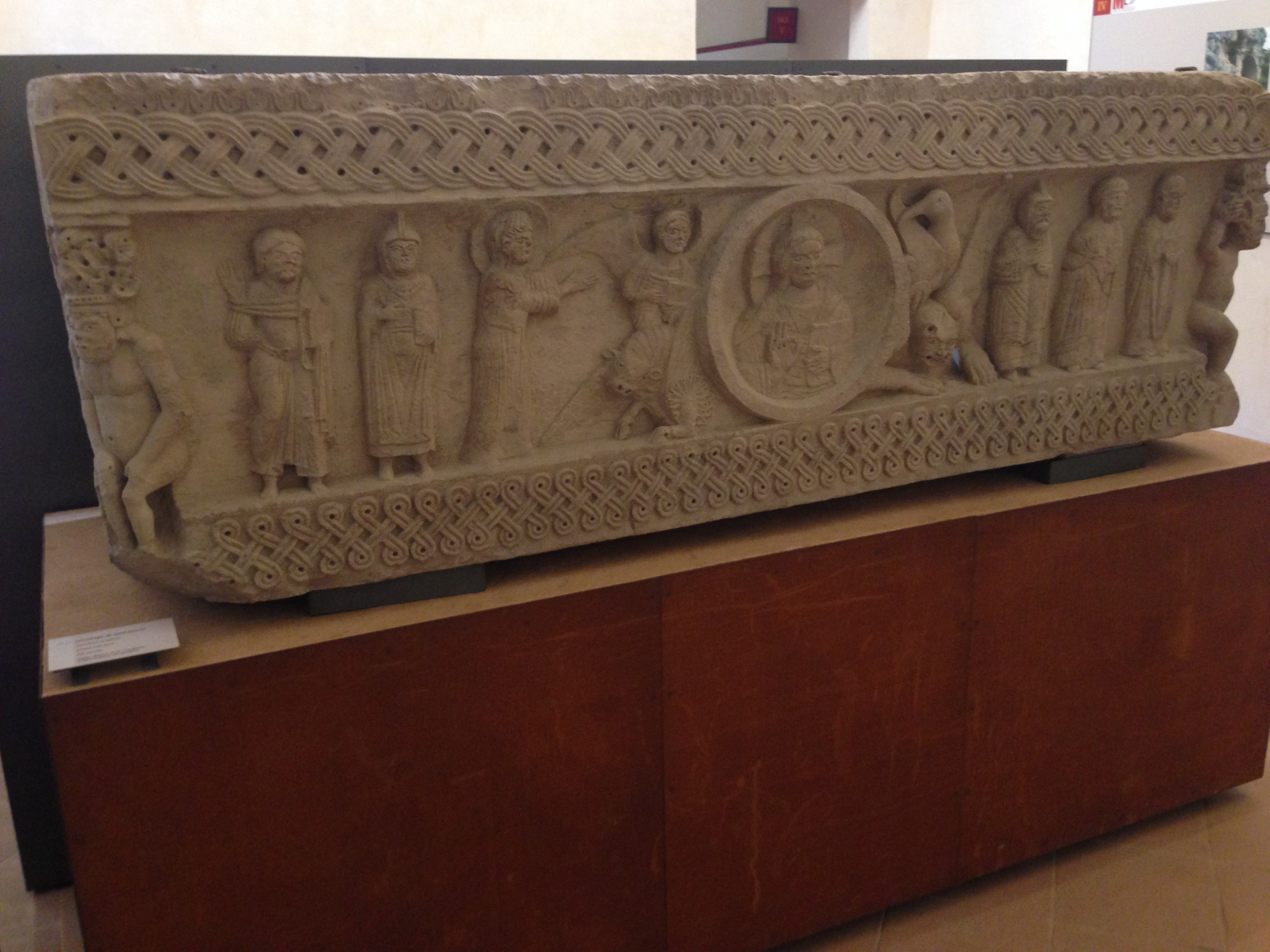
Sarcofago di Sant'Isacco, esposto al Museo nazionale del Ducato di Spoleto

### Nell'età moderna
Le spoglie di Isacco vengono trasferite nella cripta a lui dedicata intorno all'anno 1500 dai Canonici lateranensi, che abbandonano il monastero di San Giuliano, ormai in estrema decadenza. Tuttora sono lì custodite all'interno di un antico sarcofago, copia dell'originale.

Rimasti senza monastero, gli eremiti passano alle dipendenze dirette del vescovo di Spoleto e nel 1547 si riuniscono in congregazione; il vescovo Fabio Vigili impone loro nuove regole; lo stesso papa Paolo III dispone che: 
 Monsignor Lorenzo Castrucci emana altre disposizioni nel 1619, ma la maggior parte di loro preferisce vivere nelle grotte senza avere neanche lo stato religioso e senza seguire alcuna regola.
Questa tendenza si consolida nel corso dei secoli fino a stravolgere lo spirito anacoretico. Alcune persone, dopo una breve permanenza in qualche romitorio, si spacciano per eremiti e vanno a questuare in terre lontane a nome degli eremiti di Monteluco, avvelenando gli animi degli eremiti regolari; per mettere ordine negli irregolari, nel 1708 monsignor Pietro Gaddi costituisce un secondo gruppo denominato Eremiti fuora della congregazione di Monteluco, con regole parallele, ma l'obiettivo di limitare la presenza di avventurieri e vagabondi, non viene pienamente raggiunto.
Appartenere alla congregazione diventa un elemento di distinzione, un vezzo mondano; sorgono nuovi eremi, molto diversi dai precedenti, niente affatto poveri né umili, abitati da insoliti personaggi come Filippo Acciaiuoli a fine '600; l'abate Carlo Le Roux nel 1764. Nel 1783 ottiene da Pio VI il permesso di ritirarsi sul Monteluco, nonostante sia ancora in vita la moglie, il conte Ignazio Potocki, un personaggio assai bizzarro che, con le sue stravaganze, simboleggia la deriva dell'istituzione.
Da Benevento arriva il cavaliere di Malta Paolo Pacca nel 1783; a proprie spese fa costruire la conduttura dell'acqua e la fontana presso il santuario di San Francesco.
Nel 1788 il frate francescano Leopoldo da Gaiche, per ripristinare l'antica austerità anche all'interno del monastero francescano, in accordo con il vescovo Francesco Maria Locatelli, impedisce l'accesso al monte ai cittadini spoletini e alle loro magnarie. Con l'occupazione napoleonica il frate è costretto ad abbandonare il santuario e a dismettere l'abito; l'accesso al monte torna ad essere aperto a tutti.
L'ultimo priore della congregazione è il sacerdote danese Antonio Maria de Myllern che, dando inizio a infinite polemiche col comune di Spoleto circa la proprietà del monte, contribuisce alla fine della congregazione. Espulso in seguito alla rivendicazione ritenuta ingiustificata, la congregazione resta pressoché vuota e al vescovo Locatelli non resta che sopprimerla nel giugno del 1795.
Nel 1798 l'amministrazione comunale sfratta tutti gli eremiti e prende possesso degli eremi. Successivamente ostacoli di tipo economico, impediscono a questa plurisecolare istituzione di essere formalmente riconosciuta.
All'inizio dell'800 gli eremi, quasi tutti in totale degrado, sono venduti a privati che li trasformano nelle attuali residenze di villeggiatura. Ultimo personaggio significativo è Luigi Landini, ex religioso che dal 1810 abita l'eremo della Maddalena dove istituisce una scuola di belle arti frequentata da molti giovani, tra i quali emerge il pittore Giovanni Catena.

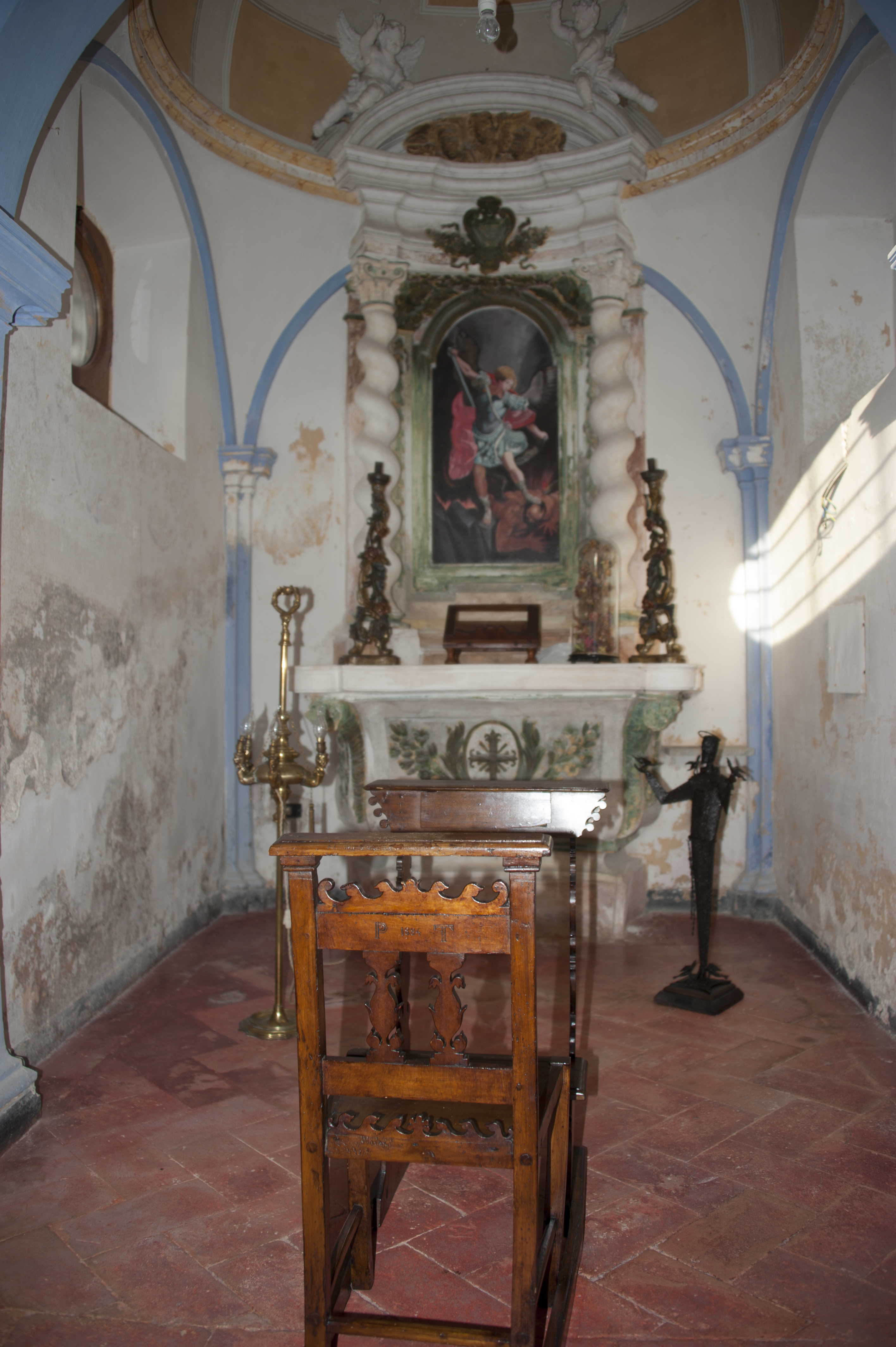
Eremo di San Michele Arcangelo - La chiesa

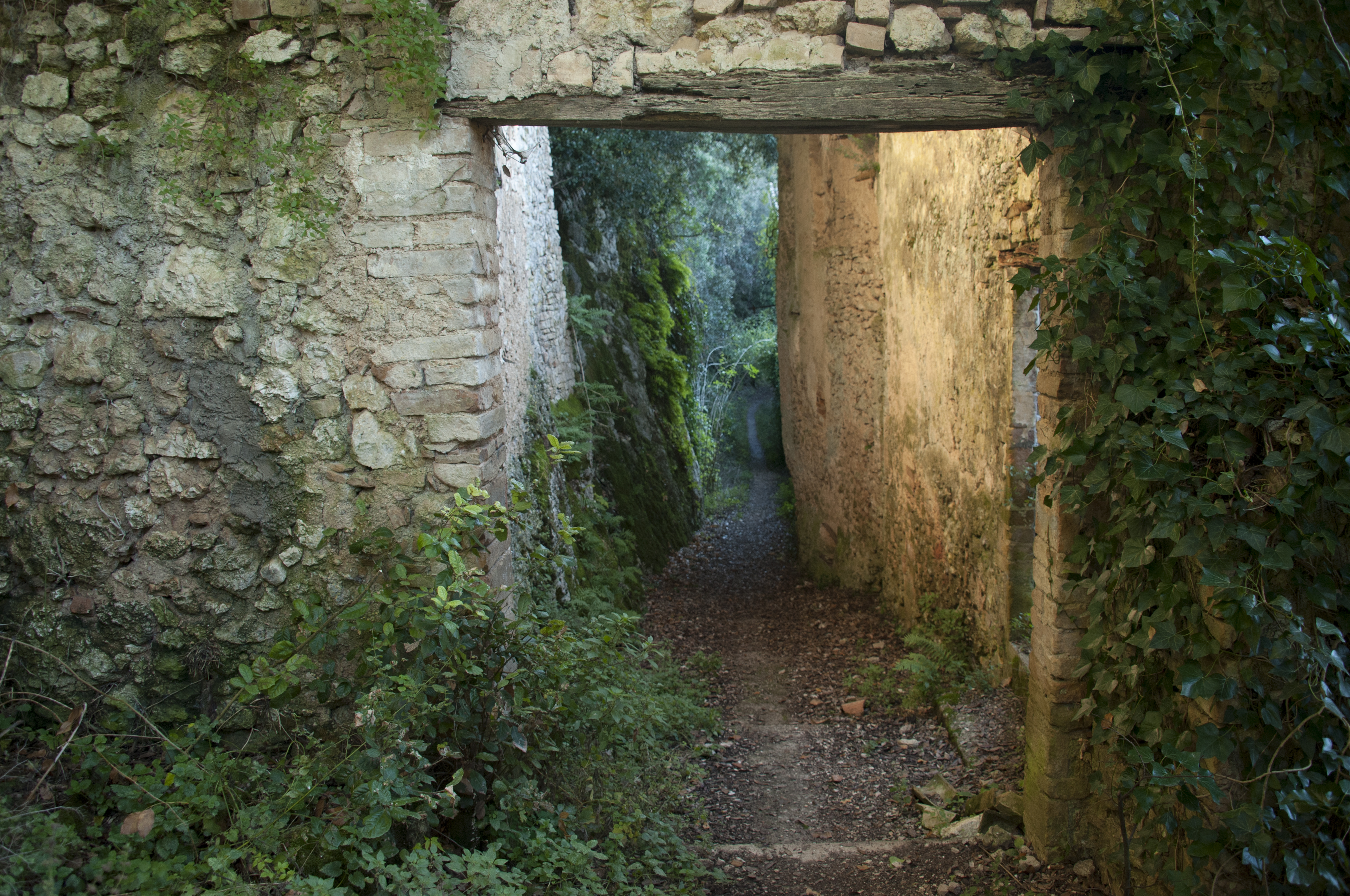
Convento di Sant'Antonio Abate

## Gli eremi
Oggi i vecchi romitori sono per lo più inclusi in proprietà private. 
(elenco parziale)
- Eremo delle Grazie: inizialmente luogo modesto poi ingrandito e migliorato una prima volta nel 1513 da un eremita e ancora nel 1598 dal vescovo Paolo Sanvitale che soleva passarvi lunghi periodi; partiti i benedettini dall'abbazia di San Giuliano, diviene luogo di riunione dei romiti e residenza del priore della congregazione. L'ultima ristrutturazione di notevole portata si deve al priore Antonio Maria de Myllern nel 1787. Era dotato di una biblioteca ad uso degli eremiti, i libri sono poi confluiti nella Biblioteca comunale Giosuè Carducci di Spoleto. Ospiti illustri sono stati il monsignore Camillo Cibo, che vi fece costruire la chiesa di Santa Maria delle Grazie, consacrata il 28 maggio 1728, sul luogo di una precedente, e monsignor Carlo Giacinto Lascaris che ha lasciato un diario minuzioso relativo alla sua visita[20]. Attualmente denominata villa Lalli, è residenza d'epoca.
- Complesso di Sant'Antonio abate, probabile luogo di un antico romitorio; chiesa e convento furono donati ai frati clareni nel 1494; lavori di ampliamento furono effettuati dai frati osservanti[21]. Nel 1867 ospitò i garibaldini di Mentana. Fino al 1983 vi hanno abitato alcune famiglie; attualmente (dicembre 2014) l'ex convento versa in totale stato di abbandono.Dislocazione degli eremi

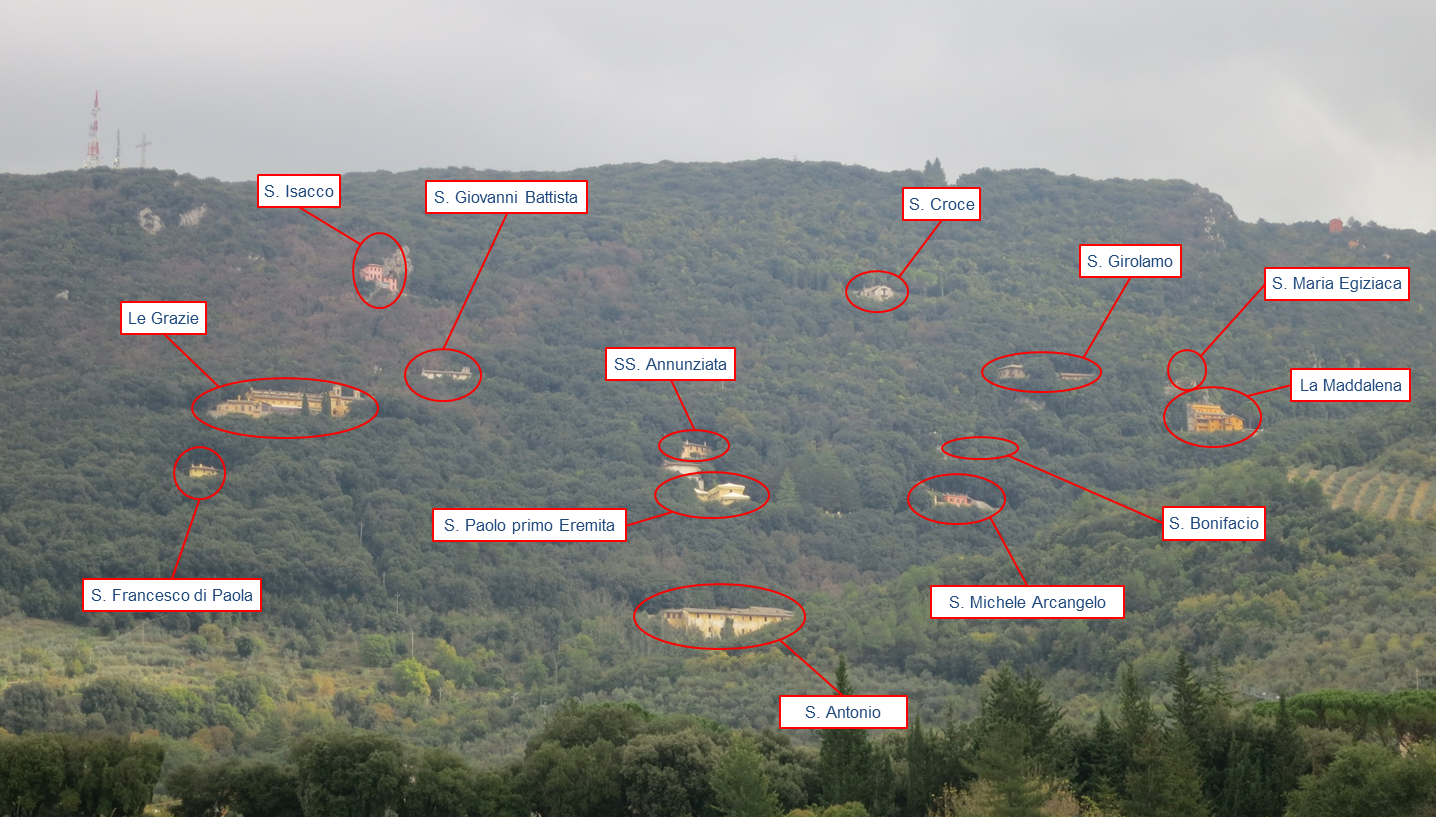
Dislocazione degli eremi

- Eremo di San Paolo protoeremita, nell'800 viene acquistato della famiglia Marignoli, che lo trasforma in una delle ville più spaziose del monte. A Filippo Marignoli si deve la costruzione nel 1850 della retrostante chiesa di San Francesco d'Assisi. È stata poi denominata Villa Pirotta e villa Coricelli[22].
- Eremo di San Francesco di Paola, poi denominato villa Morena, ancora nel 1699 risultava dedicato ad un beato Gregorio identificato coll'omonimo eremita montelucano del XV secolo, morto in odore di santità e sepolto nel Duomo di Spoleto. La successiva dedicazione al santo paolano non sembra essere collegata ad una sua reale sosta tra i romitori sul Monteluco, quanto a biografie agiografiche (principalmente quella scritta da Lucas de Montoya nel 1619[23] che ha influenzato le successive) pubblicate ma non suffragate da elementi concreti[24].
- Eremo di San Giovanni Battista, poi denominato villa Verdiani, non conserva più nulla dello stato primitivo. Nel 1924 Luigi Pirandello vi trascorre il periodo estivo[25].
- Eremo di Santa Maria Maddalena, poi diventata villa Piccioli.
- Eremo di Sant'Isacco, situato nel punto più elevato del monte, ingloba anche gli eremi di San Giovanni de griptis e di Santa Maria de gripta, il cui nome allude alle numerose grotte nei dintorni. In realtà non è sicuro che il monaco abbia abitato proprio in questo luogo[6]. Poi è stato denominato villa Laureti.Eremo di San Michele Arcangelo
- Eremo di San Pietro.
- Eremo delle Grotti.

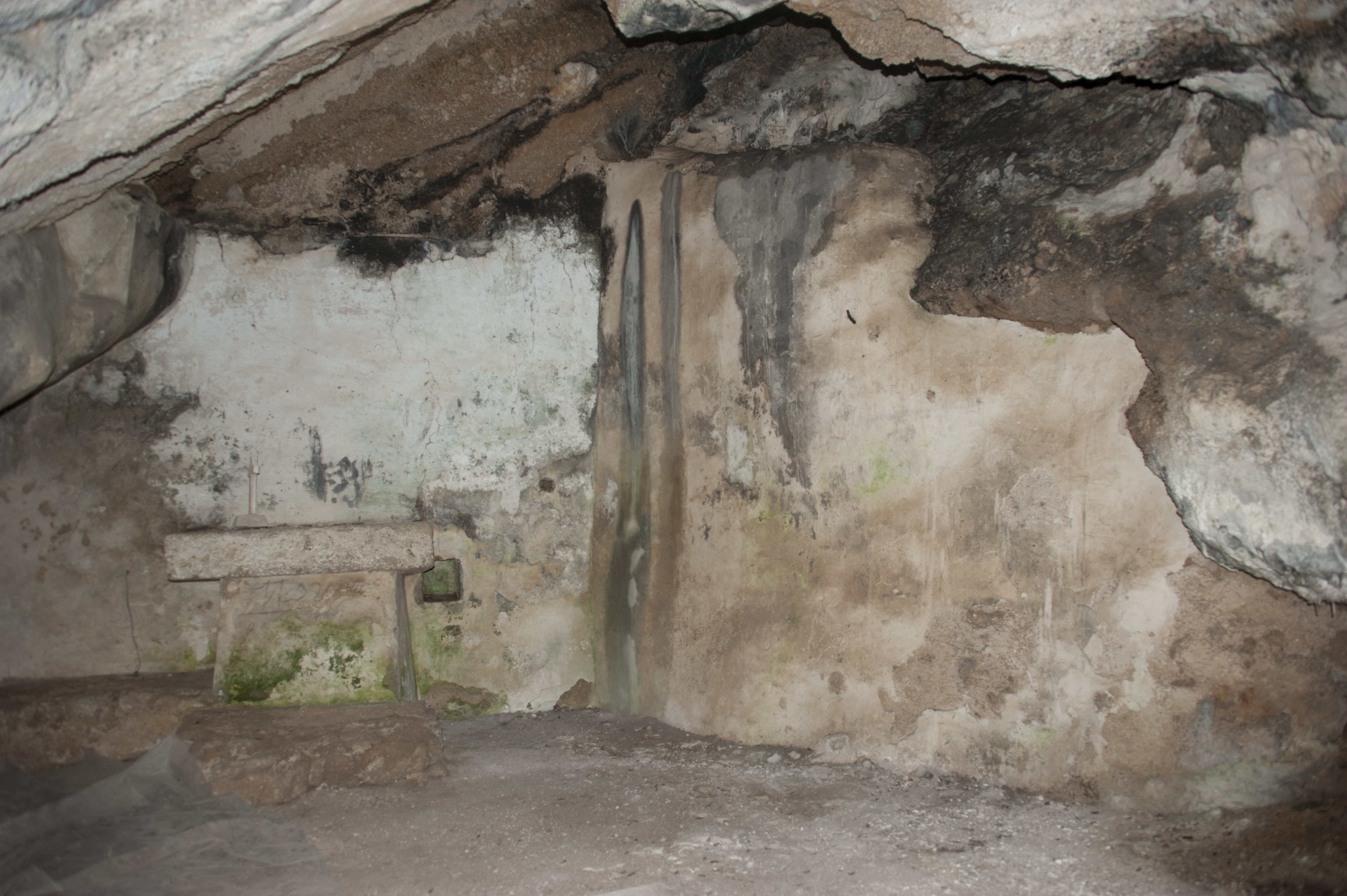
Eremo di San Michele Arcangelo

- Eremo di Santa Maria Egiziaca, poi diventata villa Fatati.
- Eremo di San Girolamo, poi diventata villa Vantaggioli.
- Eremo dell'Annunziata delle grotte, poi villa Cangiano.
- Eremo di Santa Croce, poi villa Leonetti.
- Eremo di San Michele Arcangelo, poi villa Paolozzi, conserva tre profonde grotte, una delle quali fu in epoca remota adattata ad oratorio.
- Eremo di San Gironimo.
- Eremo di San Bonifacio, venduto dal comune a Marco De Garrou nel 1922[26], poi chiamato villa De Garrou[27].

## Il movimento eremitico femminile
Un movimento monastico femminile comincia a diffondersi a Spoleto a partire dal VI secolo grazie alla vergine Gregoria e a Calvezia, figlia del vescovo di Spoleto Spes, ma è dall'incontro tra la tradizione eremitica del Monteluco e la spiritualità francescana che ha origine nella seconda metà del XIII secolo un vasto movimento ascetico femminile per l'esercizio della penitenza volontaria.

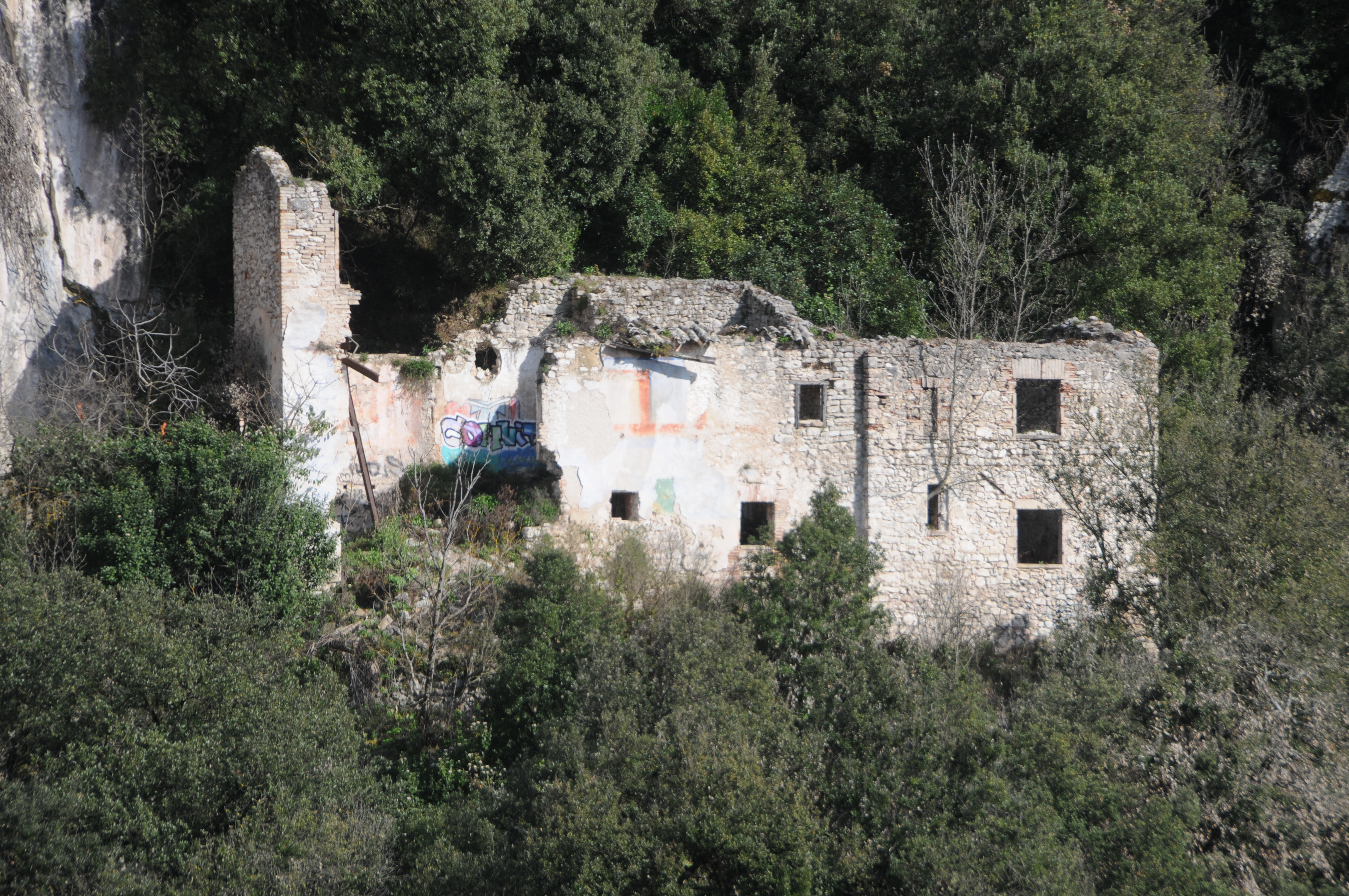
Eremo di San Leonardo nel 2015

I due centri principali sono Monteluco e Montefalco, in entrambi i luoghi si insediano comunità di incarcerate, o recluse senza una vera configurazione monastica. 
Nel 1232 un gruppo di loro riesce a dar vita a una comunità regolare che si insedia sotto il Monteluco nel Monastero di Santa Maria inter Angelos, lungo il sentiero denominato Giro dei condotti attraverso il quale è possibile visitare nelle vicinanze numerosi altri eremi femminili, chiamati reclusorio, carcere, oratorio o domus. Il primo che si incontra provenendo dal Ponte delle Torri è il carcere di san Leonardo, conosciuto anche come chiesa o eremo di San Leonardo "delle Penne" che costituiva il limite settentrionale dell'insediamento eremitico.  Nulla si conosce di questo eremo, se non che nel 1497 è abitato e curato da un tal Don Cherubino e che nella prima metà del XX secolo viene trasformato in abitazione. Attualmente (marzo 2015) è completamente diroccato.
Nei primi anni del '300 le religiose vengono cacciate dall'autorità ecclesiastica, probabilmente per effetto della "Periculoso", la costituzione emanata da Bonifacio VIII che impone la clausura a tutte le monache professe. Costrette a scendere a Spoleto, fondano i loro monasteri femminili vicino alle porte della città o alle mura. Alcune di loro più caparbie, decise a non abbandonare i propri romitori, nel tempo saranno costrette ad adeguarsi, scoraggiate dalle difficili condizioni ambientali che ostacolano nuove vocazioni e rendono complicati gli approvvigionamenti.